# 俵静夫
俵 静夫（たわら しずお、1905年10月3日 - 1992年1月8日）は、日本の法学者。神戸大学名誉教授。
静岡県静岡市生まれ。京都府立第二中学校、第三高等学校、1929年、京都帝国大学法学部卒、神戸商業大学助手、神戸経済大学助教授、神戸大学法学部教授。1968年、「地方自治法」で神戸大法学博士。1969年、定年退官、名誉教授。神戸学院大学教授、1987年、退職。
地方自治が専門。1975年勲二等瑞宝章受章。

## 著書
- 工業所有權法 獨逸工業所有權法 1 有斐閣 1940 (現代外國法典叢書)
- ナチス国家の理論 有斐閣 1945
- 逐条憲法要義 警友社 1949
- 行政法 有信堂 1952
- 憲法 有信堂 1952
- 日本国憲法概論 三和書房 1953
- 地方自治の基本問題 東京法令出版 1962
- 地方自治法 有斐閣 1965 (法律学全集)
- 行政法入門 有信堂 1969

## 共編
- 府県制度改革批判 地方制度調査会の答申をめぐって 田中二郎,鵜飼信成共編 有斐閣 1957
- 新都市計画論 田中二郎,原竜之助共編 評論社 1966 (現代地方自治双書)
- 地域開発論 田中二郎,原竜之助共編 評論社 1966 (現代地方自治双書)
- 都市整備論 田中二郎、原竜之助共編 評論社 1966 (現代地方自治双書)
- 土地政策論 田中二郎,原竜之助共編 評論社 1968 (現代地方自治双書)
- 府県政の展望 田中二郎,原竜之助共編 評論社 1968 (現代地方自治双書)
- 地方自治二十年 その回顧と将来の展望 田中二郎,原竜之助共編 評論社 1970 (現代地方自治双書)
- 道州制論 田中二郎,原竜之助共編 評論社 1970 (現代地方自治双書)

## 参考
- 俵静夫教授略歴および著作目録 「神戸法學雜誌」1969-9